# 아봉당스

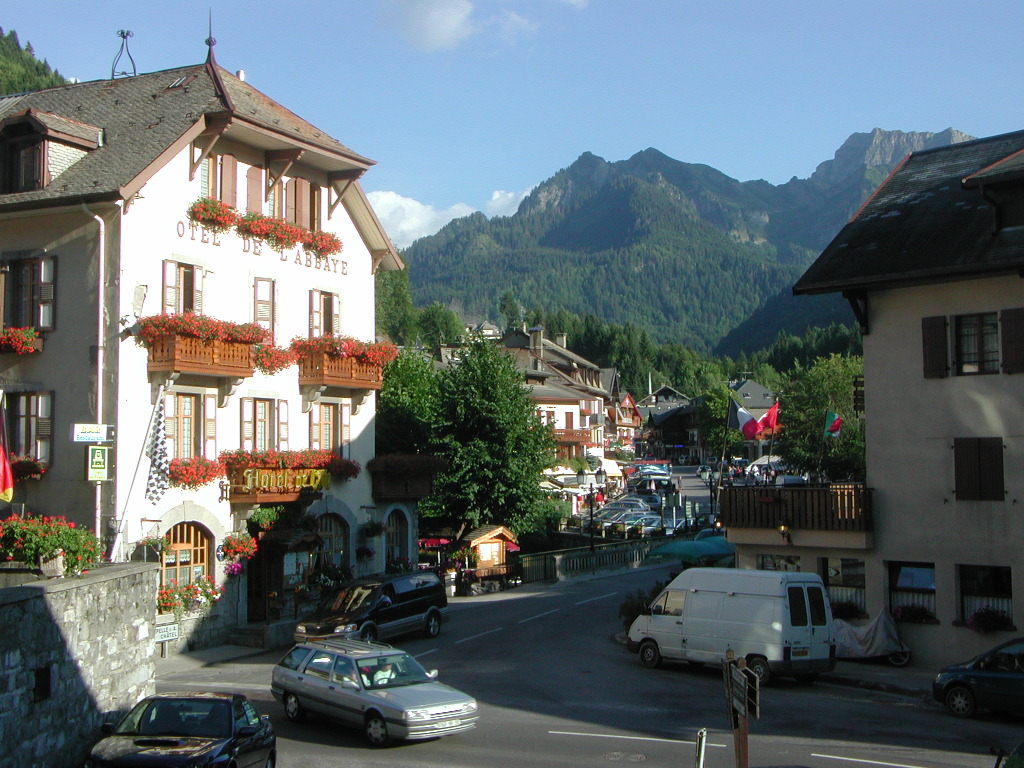
아봉당스

아봉당스(프랑스어: Abondance)는 프랑스 론알프 오트사부아주에 위치한 코뮌으로 면적은 55.84km2, 인구는 1,343명(2014년 기준), 인구 밀도는 24명/km2이다.
프랑스령 알프스산맥, 제네바호의 남쪽에 위치하며 스위스와 국경을 접한다. 도시 안에는 스키장이 설치되어 있다. 치즈, 우유로 유명한 도시로서 아봉당스 치즈의 원산지이기도 하다.

시 문장

## 인구
| 연도 | 인구  | ±%    |
| ---- | ----- | ----- |
| 2006 | 1,342 | —     |
| 2007 | 1,351 | +0.7% |
| 2008 | 1,344 | −0.5% |
| 2009 | 1,347 | +0.2% |
| 2010 | 1,342 | −0.4% |
| 2011 | 1,348 | +0.4% |
| 2012 | 1,354 | +0.4% |
| 2013 | 1,344 | −0.7% |
| 2014 | 1,343 | −0.1% |
| 2015 | 1,377 | +2.5% |
| 2016 | 1,408 | +2.3% |
| 2017 | 1,439 | +2.2% |